# 드래곤프렌즈
드래곤프렌즈는 이노스파크에서 개발한 모바일 소셜 네트워크 게임이다.2014년 2월 16일부터 배급사인 이노스파크가 직접 서비스중이며, 글로벌서버, 한국서버, 아시아서버에서 플레이할 수 있다. 게임 다운로드는 앱 스토어와 구글 플레이를 통해 이용할 수 있다. 2015년 10월 8일부터 윈도우 10의 윈도우 스토어에서도 이용이 가능하다.